# Siegfried Stössinger
Siegfried Stössinger (* 23. Juli 1899 in Riga; † 2. März 1977) war ein deutscher Landtagsabgeordneter der CDU in Baden-Württemberg.

## Leben
Siegfried Stössinger wurde am 23. Juli 1899 in Riga (Lettland) geboren. Er erhielt seine Schulbildung an russischen Gymnasien in Mitau, Charkow und Kutais (Georgien).
1919 war er Freiwilliger der Eisernen Division, Grenzschutz Ost.
1920 bis 1924 studierte er Elektrotechnik an der TH Karlsruhe. Er war Werkstudent und Mitglied der Deutschen Christlichen Studentenvereinigung (DCSV). Seit 1924 arbeitete er als Diplomingenieur bei der Badenwerk AG Karlsruhe.
Er war Mitbegründer des Evangelischen Volksdienstes in Baden und von 1927 bis 1933 Mitglied des Landesvorstandes.
Ab 1933 war er beim Stahlhelm, wo er Scharführer war. 1934 wurde er zur SA überstellt, trat dort aber 1938 aus.
Er war „kein Parteianwärter“ und leistete von 1941 bis 1945 Wehrdienst als Sonderführer Z diente.
1946 trat er in die CDU ein. Von 1953 bis 1956 war er Stadtrat in Karlsruhe.
Seit März 1956 war er Mitglied des Landtags.

## Familie
Stössinger war verheiratet und hatte ein Kind.